# C. Stanley Ogilvy
Charles Stanley Ogilvy (16 de junio de 1913 - 21 de junio de 2000) fue un matemático, marino y escritor estadounidense. Fue profesor de matemáticas en el Colegio Hamilton (Nueva York) y competidor frecuente en el Campeonato Mundial de Vela en la Clase Star. Sus muchos libros incluyen obras tanto de matemáticas como de navegación a vela.}}

## Navegación
Creció navegando cerca de New Rochelle, en la parte continental de Long Island Sound. A partir de 1931 formó equipo con Howard McMichael en la clase Star, de dos tripulantes, compitiendo a bordo del Grey Fox, y en 1934 compró la embarcación y la rebautizó como Jay. Ganó más de 47 regatas y fue un competidor frecuente en los Campeonatos del Mundo de la clase Star; sus mejores resultados fueron segundo en 1947 (siendo tripulante de Hilary Smart) y tercero en 1949 y 1951 (ambos con su propio barco, el Flame). Posteriormente, también compitió en la clase Etchells.
Perteneció al Club de Yates de Larchmont durante 62 años, siendo su cronista. Primer vicepresidente de la "International Star Class Yacht Racing Association", editó sus publicaciones durante muchos años, y también ejerció como historiador de esta clase.
En 1990 fue el segundo receptor del Trofeo Harry Nye Memorial de la "International Star Class Yacht Racing Association", en reconocimiento a sus contribuciones a la navegación en la clase Star. El C. Stanley Ogilvy Masters Trophy, un antiguo sextante otorgado a un navegante mayor de 50 años, fue nombrado en su honor y ha sido presentado anualmente durante el Campeonato Mundial de Etchells desde 1999.

## Formación
Asistió a la Escuela Berkshire, tras lo que completó sus estudios universitarios en el Williams College. Durante la Segunda Guerra Mundial, su mala vista le impidió servir en la Marina, pero se convirtió en el comandante de un bote de rescate en el Frente del Pacífico para el Ejército de los Estados Unidos. Después de obtener una maestría por la Universidad de Cambridge y una maestría en la Universidad de Columbia, realizó estudios adicionales en la Universidad de Princeton, y terminó sus estudios de posgrado con un doctorado en matemáticas por la Universidad de Siracusa en 1954. Su tesis, supervisada por Walter R. Baum, se tituló Investigación de algunas propiedades de líneas asintóticas en superficies de curvatura gaussiana negativa.
Comenzó su carrera docente en el Trinity College (Connecticut) y se unió a la facultad del Hamilton College (Nueva York) en 1953. Presidió el departamento de matemáticas a partir de 1969 y fue miembro de la Asociación Estadounidense para el Avance de la Ciencia. Permaneció en Hamilton hasta 1974, cuando se retiró para poder pasar más tiempo navegando.
Falleció el 21 de junio de 2000 en Mamaroneck, Nueva York.

## Libros
Escribió varios libros sobre matemáticas y navegación, que fueron traducidos a varios otros idiomas. Incluyen: 
- Successful Yacht Racing (Norton, 1951)[2][12]
- Through the Mathescope (Oxford Univ. Press, 1956).[2][13] Later republished as Excursions in Mathematics.[14]
- Tomorrow's Math: Unsolved Problems for the Amateur (Oxford Univ. Press, 1962)[2][15]
- Thoughts on Small Boat Racing (Van Nostrand, 1966)[2][16]
- Excursions in Number Theory (with John T. Anderson, Oxford Univ. Press, 1966)[14][17]
- Excursions in Geometry (Oxford Univ. Press, 1969)[2][14][18][19]
- Win More Sailboat Races (Norton, 1976)[2]
- A History of the Star Class: The First Eighty Years (International Star Class Yacht Racing Association, 1991)[6]
- The Larchmont Yacht Club: A History, 1880–1990 (Larchmont Yacht Club, 1993)[2]